# Maurice Donnay
Charles Maurice Donnay (Parigi, 12 ottobre 1859 – Parigi, 31 marzo 1945) è stato un commediografo francese.
Tipico rappresentante della società francese fin de siécle, trovò nella produzione teatrale la fonte di un successo che il pubblico parigino gli tributò fino alla morte. L'ironia delle sue prime opere venne poi sacrificata nella successiva produzione a soggetti di intonazione sociale.

## Opere
- Folle Entreprise (1894)
- Pension de famille (1894)
- La Vrille (1895)
- Complices (1895) con M. Groselande
- Amanti (Amants, 1895)
- Lysistrata (1897)
- La Douloureuse (1897)
- L'Affranchie (1898)
- Giorgetta Lemeunier (Georgette Lemeunier, 1898)
- Le Torrent (1899)
- Éducation de prince (1900)
- La Clairière (1900) con Lucien Descaves
- La Bascule (1901)
- L'Autre danger (1902)
- Il ritorno da Gerusalemme (Le Retour de Jerusalem, 1903)
- Uccelli di passo (Oiseaux de passage, 1904) con Lucien Descaves
- L'Escalade (1905)
- Paraître (1906)
- Le Ménage de Molière (1912)
- Le pioniere (Les Éclaireuses, 1913)
- Pendant qu'ils sont à Noyon (1917)
- Le Roi Candaule (1920) con Alfred Bruneau
- Dialogues d'hier (1920)
- La Belle Angevine (1922) con André Rivoire
- La Curieuse satisfaite (1922)
- Le Geste (1924) con Henri Duvernois
- Une revue 1830-1930 (1926) con Henri Duvernois
- Autour du Chat Noir (1926)
- L'Ascension de Virginie (1929) con Lucien Descaves